# 独峰顶站
独峰顶站位于甘肃省山丹县独峰顶村，是兰新铁路的一座火车站，等级为五等站，距兰州站473公里，距乌鲁木齐站1419公里，本站及相邻上下行区间均为电气化区段。本站不办理客货运业务。邮政编码为734101。